# Fabiano Soares Pessoa
Fabiano Soares Pessoa (Rio de Janeiro, 10 de juny de 1966) és un exfutbolista brasiler, que jugava de migcampista.

## Trajectòria
Després de militar als equips brasilers del Botafogo, Cruzeiro i San José (amb qui guanya la Lliga paulista), a la 89/90 fitxa pel Celta de Vigo. Eixe any juga 31 partits i marca 1 gol, però els viguesos cauen a Segona. En la categoria d'argent, Fabiano va militar dues temporades amb el Celta, les dues com a titular. Però, no es va arribar a un acord de renovació i el migcampista va deixar el Celta per fitxar per la SD Compostela.
Al quadre de Sant Jaume de Compostel·la va esdevenir tot un símbol. Va militar des de la temporada 92/93 fins a la temporada 02/03, passant per Segona, els quatre anys del Compostela a primera divisió i la tornada a la Segona. Enmig, la temporada 01/02, va retornar al seu país per fer una breu estada al Botafogo.
En totes elles, va ser titular, sumant més de 300 partits amb la samarreta de l'esquadra gallega, marcant a més a més, gairebé una cinquantena de gols.
Després, va jugar amb el Racing de Ferrol a la Segona B (03/04).